# El Tofo
El Tofo es una mina de hierro en la región chilena del Norte Chico, ubicada en el norte de la Región de Coquimbo, dentro de un distrito minero más grande conocido como el Cinturón de Hierro de Chile. Geológicamente El Tofo es un depósito de óxido de hierro-apatita.
El primer registro de los minerales de hierro de El Tofo data de un estudio de 1840 de Ignacio Domeyko. Si bien la mina presenta buenos aspectos geológicos para la minería del siglo XIX, los aspectos geográficos dificultaron el acceso a pesar de estar cerca de la costa del océano Pacífico. La mina comenzó a explotarse en 1870, pero para 1955 la minería disminuyó a medida que el depósito comenzó a agotarse.  La Compañía de Acero del Pacífico obtuvo la propiedad de la mina a principios de la década de 1970 cuando fue nacionalizada durante el gobierno de Salvador Allende. Posteriormente la propiedad pasó a la Compañía Minera del Pacífico ya que fue privatizada durante la dictadura de Pinochet.  Hacia 2017, El Tofo no tenía actividad.